# Bastien Duculty
Bastien Duculty (28 november 1992) is een Frans wielrenner.

## Carrière
Als junior won Duculty een etappe in de Ronde van Valromey in 2010.
In 2016 werd Duculty negende in het eindklassement van de Ronde van Rhône-Alpes Isère. Voor het seizoen 2017 tekende hij een contract bij Armée de Terre. Namens die ploeg werd hij onder meer veertiende in het eindklassement van de Ronde van Gévaudan Languedoc-Roussillon.

## Overwinningen
2010
3e etappe Ronde van Valromey
2018
Eindklassement Tour Nivernais Morvan

## Ploegen
- 2017 –  Armée de Terre

Alaphilippe · Campistrous · Canal · Duculty · Ferasse · Gaudin · Guyot · Kneisky · Le Roux · Lebreton · Levasseur · Loubet · Mainard · Poulhiès · Raibaud · Rostollan · Sireau · Thomas · Tronet · Yssaad